# Dipropylotryptamina
Dipropylotryptamina (DPT) – organiczny związek chemiczny, psychodeliczna substancja psychoaktywna, pochodna tryptaminy.
Mimo wyraźnego strukturalnego podobieństwa DPT i DMT, działanie tych substancji posiada wiele odrębności. Do najczęstszych efektów należą: intensyfikacja odczuć związanych z muzyką i dźwiękiem, barwne wizje ukazujące obce światy i istoty, a także kolorowe kształty i geometryczne wzory, specyficzne uczucie wibracji w całym ciele, przyjemne uczucie wewnętrznego ciepła oraz utrata ego.